# جان داي
جان داي (بالإنجليزية: Jean Day)‏ هي كاتِبة وشاعرة أمريكية، ولدت في 1954.